# Cala Santanyí
Cala Santanyí ist ein Ort und eine Badebucht im südöstlichen Teil der Baleareninsel Mallorca.

## Lage
Der Ort Cala Santanyí befindet sich auf dem Gebiet der Gemeinde Santanyí im äußersten Südosten Mallorcas. Er ist 62 Kilometer von der Hauptstadt Palma entfernt und gut über Landstraße zu erreichen. Im Ortszentrum liegt die gleichnamige Badebucht mit ihrem Strand.
Nachbarorte sind Santanyí, Cala Figuera und Cala Llombards. 
Direkt vor der Küste der Gemeinde liegt die natürlich entstandene Felsenbrücke Es Pontàs.

## Geschichte

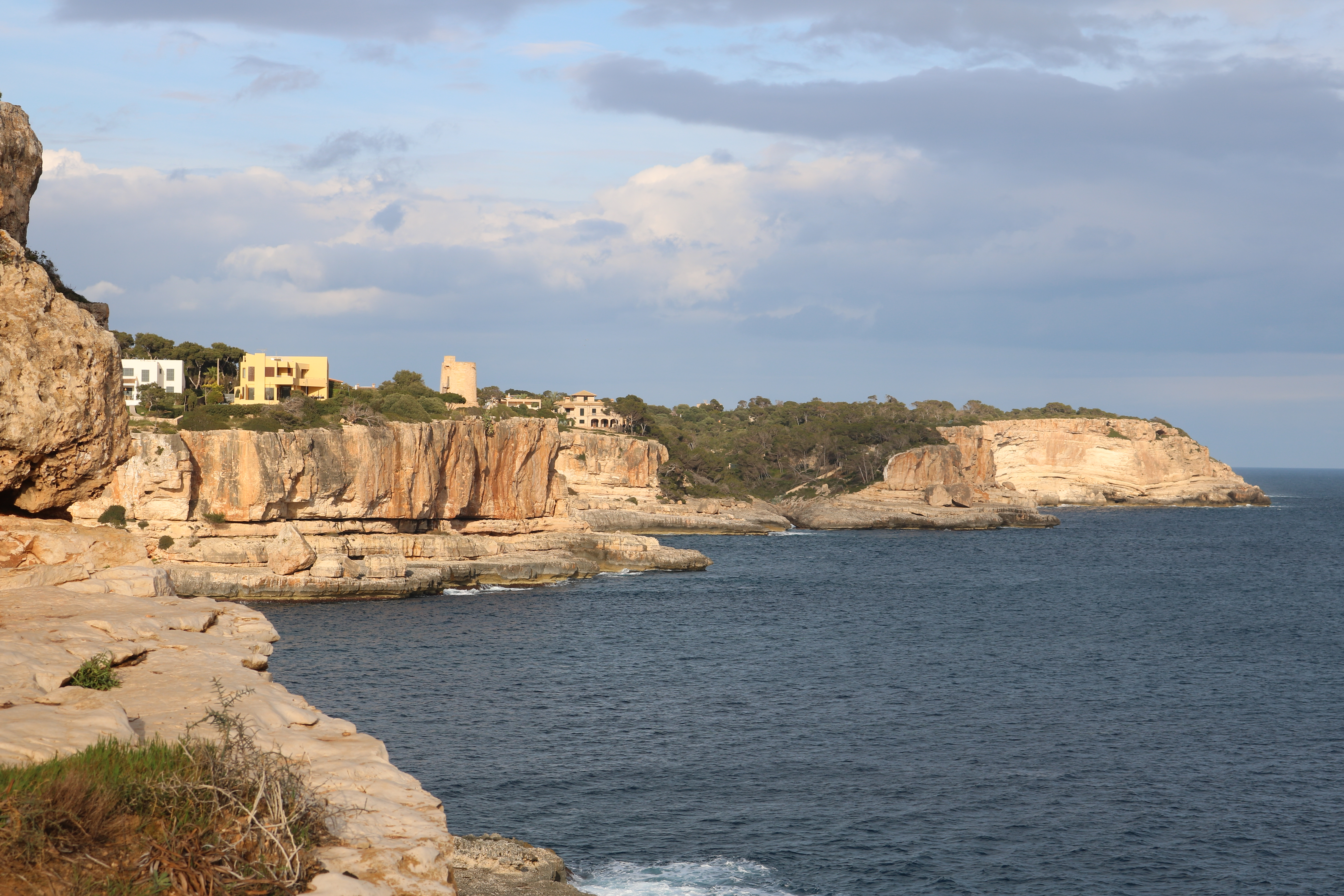
Bucht bei Cala Santanyí

Anfang des 20. Jahrhunderts fanden sich in Cala Santanyí nur einige wenige Häuser von Fischern. Die erste Restauration entstand 1950 und wurde von den Bürgern aus Santanyí und Cala Figuera an den Wochenenden genutzt. Um 1960 wurde das touristische Potenzial der Badebucht erkannt und es entstanden die ersten Hotels und Unterkünfte. Die Siedlung Son Moja wurde 1980 errichtet. Ihr sind Privathäuser vorbehalten. Heute finden sich in Cala Santanyí neben zahlreichen Privat- und Apartmenthäusern drei größere Hotels.

## Klima
Mallorca genießt ein durchweg gemäßigtes subtropisches Klima mit kurzen, milden Wintern und heißen Sommern. Die Zahl der durchschnittlichen Sonnenstunden beträgt 7,9 am Tag. 
Im Süd-Osten der Insel merkt man jedoch oft ein angenehmeres Mikroklima als im großstädtischen Palma. Auch ist man hier vom gebirgigen Westen der Insel so weit weg, dass es mitunter klar, obwohl der Rest der Insel bewölkt oder gar regnerisch ist.

## Strand
Der feine Sandstrand der Cala Santanyí ist flach abfallend und daher ideal für Kinder. Er ist 70 Meter lang und 100 Meter breit. Durch die tief eingeschnittene Bucht gibt es zudem keine gefährlichen Strömungen oder nennenswerten Wellengang. Die Badebucht wird seit dem Frühjahr 2006 durch Rettungsschwimmer des Roten Kreuzes überwacht. Gastronomie ist ausreichend vorhanden. Die Besucherzahlen nehmen gerade in der Hochsaison stetig zu.

### Nahegelegene Strände
- Cala Llombards
- Caló des Moro
- Cala s’Almunia
- Ses Fonts de n’Alís (Cala Mondragó)
- S’Amarador (Cala Mondragó)

Siehe auch: Strände und Buchten auf Mallorca

## In der Nähe
Vom Strand in Cala Santanyí erreicht man nach einer kurzen Wanderung den Mirador Es Pontàs mit Blick auf das aus dem Wasser ragende Felsentor Es Pontàs.